# Cape of Our Hero
Cape of Our Hero ist ein Lied der dänischen Metal-Band Volbeat aus dem Jahr 2013. Es wurde als erste Single aus ihrem fünften Studioalbum Outlaw Gentlemen & Shady Ladies ausgekoppelt.

## Entstehung
Das Lied entstand im Jahre 2012. Der Text stammt vom Sänger und Gitarristen Michael Schøn Poulsen. Die Musik wurde von Michael Schøn Poulsen und dem Rest der Band geschrieben. Thematisch behandelt das Lied das Erwachsenwerden eines Jungen. Michael Schøn Poulsen erklärte in einem Interview, dass viele Jungen Comics über Superhelden lesen und in ihren Vätern einen Helden sehen. Eines Tages stirbt der Vater des Protagonisten und der Junge hört auf, an Superhelden zu glauben. Er wird von einem Engel gefangen, bekommt einen Umhang und fliegt in den Himmel, um nach seinem Vater zu suchen.
Die Single wurde am 15. März 2013 über Vertigo Records als MP3-Download veröffentlicht. Für das Lied wurde ein Musikvideo gedreht. Regie führte Jakob Printzlau.

## Rezeption
Peter Kubaschk vom Onlinemagazin Powermetal.de bezeichnete Cape of Our Hero als „eingängigen Midtempo-Stampfer“. Heiko Eschenbach vom Onlinemagazin Metal.de beschrieb das Lied als „kommerzielle Hitsingle mit einem radiofreundlichen Melodiechen“.

## Kommerzieller Erfolg

### Chartplatzierungen
Cape of Our Hero stieg auf Platz 6 der dänischen Singlecharts ein. In den österreichischen Singlecharts erreichte das Lied Platz 34 und in den deutschen Singlecharts Platz 68. Im November 2013 wurde die Single in Dänemark mit einer Goldenen Schallplatte ausgezeichnet.
| ChartsChartplatzierungen | Höchstplatzierung | Wochen |
| ------------------------ | ----------------- | ------ |
| Dänemark (IFPI/Nielsen)  | 6 (9 Wo.)         | 9      |
| Deutschland (GfK)        | 63 (13 Wo.)       | 13     |
| Österreich (Ö3)          | 34 (4 Wo.)        | 4      |

### Auszeichnungen für Musikverkäufe
| Land/Region        | Auszeichnungen für Musikverkäufe (Land/Region, Auszeichnung, Verkäufe) | Verkäufe |
| ------------------ | ---------------------------------------------------------------------- | -------- |
| Deutschland (BVMI) | Gold                                                                   | 150.000  |
| Österreich (IFPI)  | Gold                                                                   | 15.000   |
| Insgesamt          | 2× Gold ·                                                              | 165.000  |

### Auszeichnungen für Musikstreaming
| Land/Region     | Auszeichnungen für Musikverkäufe (Land/Region, Auszeichnung, Verkäufe) | Verkäufe |
| --------------- | ---------------------------------------------------------------------- | -------- |
| Dänemark (IFPI) | Gold                                                                   | 900.000  |
| Insgesamt       | 1× Gold ·                                                              | 165.000  |